# Scott Niedermayer
Scott Niedermayer (Edmonton, 31 augustus 1973) is een voormalig Canadese ijshockeyspeler. Hij debuteerde in 1991 in de NHL als speler van de New Jersey Devils. Hij won als speler viermaal de Stanley Cup en behaalde tweemaal goud met de Canadese ijshockeyploeg op de Olympische Winterspelen van 2002 en de Olympische Winterspelen van 2010.

## Carrière
Niedermayer begon zijn carrière in Canada bij de Kamloops Blazers. Hij werd in 1991 gedraft door de New Jersey Devils. Hij speelde slechts vier wedstrijden in zijn eerste seizoen en keerde terug bij de Kamloops Blazers. In het volgende seizoen werd hij fulltime speler voor de Devils. Hij werd na dit seizoen gekozen voor de NHL All Star rookie game als verdediger. In het seizoen 1995/1996 won Scott Niedermayer de Stanley Cup met de New Jersey Devils. In het seizoen 1999/2000 werd Niedermayer voor tien wedstrijden geschorst nadat hij zijn tegenstander met opzet tegen het hoofd had geslagen met zijn stick. Hij miste de eerste wedstrijd in de play-offs, maar keerde hierna terug in het team en de New Jersey Devils wonnen dat jaar voor de tweede keer de Stanley Cup. In het seizoen 2000/2001 werd Niedermayer in de play-offs knock-out geslagen door een elleboog van Toronto Maple Leafs-speler Tie Domi. De New Jersey Devils verloren de Stanley Cup-finale van de Colorado Avalanche. In het seizoen 2002/2003 stond Scott Niedermayer tegenover zijn broer Rob in de Stanley Cup-finale die voor de Anaheim Ducks speelde. Scott won de broederstrijd en behaalde als speler zijn derde Stanley Cup. In het seizoen 2005/2006 stapte Scott Niedermayer over naar de Anaheim Ducks waar hij een teamgenoot werd van zijn broer Rob. In zijn tweede seizoen werd hij benoemd tot aanvoerder en behaalde hij zijn vierde Stanley Cup als speler. Na het seizoen 2009/2010 stopte Scott Niedermayer als speler. In 2011 werd zijn rugnummer 27 teruggetrokken door de New Jersey Devils. In 2012 werd Niedermayer coach van de Anaheim Ducks. In 2013 werd hij geïntroduceerd in de NHL Hall of Fame.

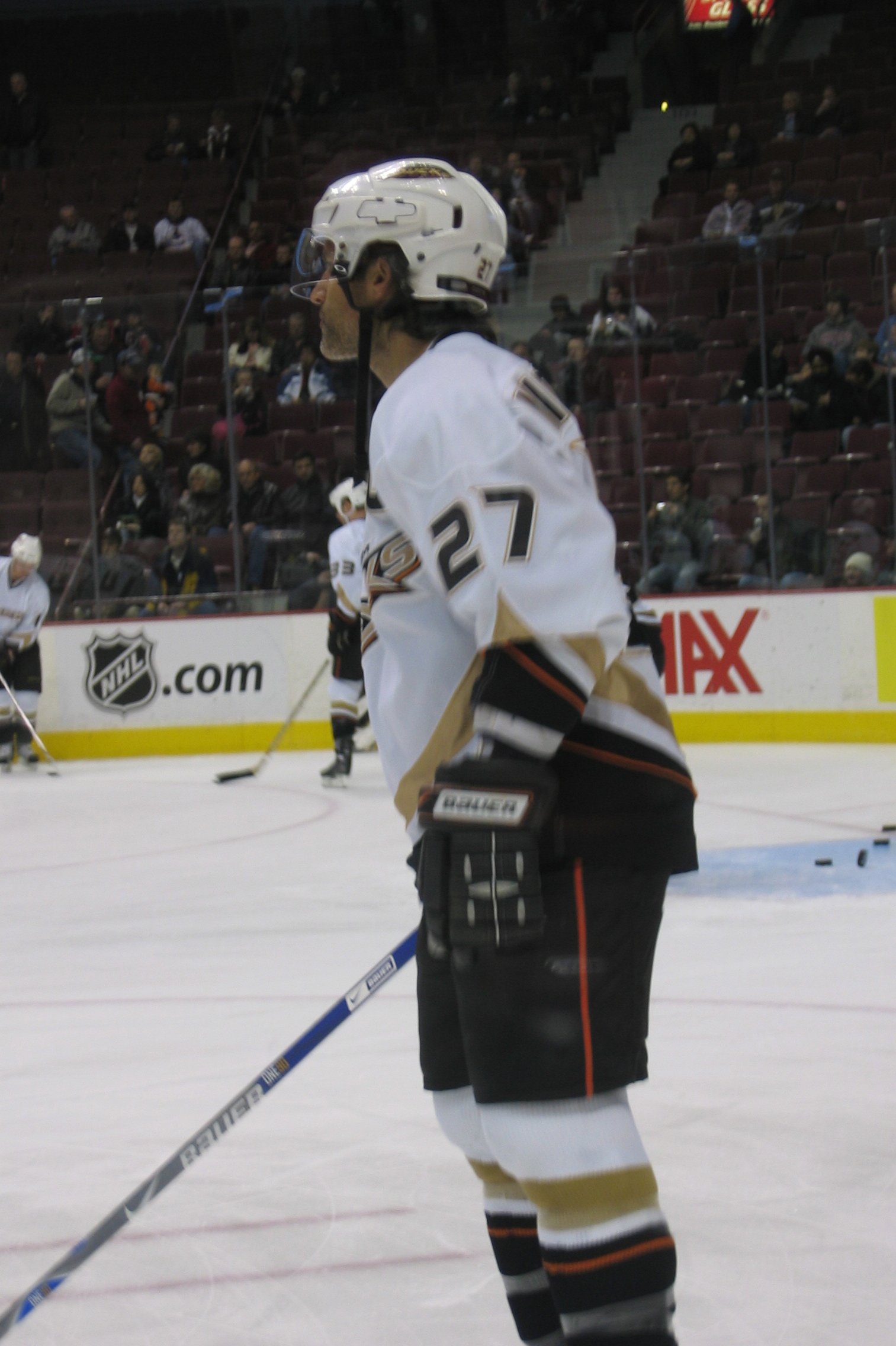
Niedermayer als speler van de Ducks in 2006

## Nationale ploeg
Niedermayer nam tweemaal deel aan de Olympische Spelen als speler van de Canadese ijshockeyploeg op de Olympische Winterspelen van 2002 en de Olympische Winterspelen van 2010. Beide keren won Canada de gouden medaille. Tijdens de Olympische Spelen van 2006 kampte Niedermayer met een knieblessure. Hij werd eenmaal wereldkampioen met de Canadese ijshockeyploeg in 2004.

## Persoonlijk
Scott Niedermayer is de oudere broer van Rob Niedermayer die achttien seizoenen in de NHL speelde. Hij is getrouwd en vader van vier zonen.

## Statistieken NHL
| 1991/1992  | New Jersey Devils | NHL        | 4    | 0   | 1   | 1   | 2   | —   | —  | —  | —  | —   |
| 1992/1993  | New Jersey Devils | NHL        | 80   | 11  | 29  | 40  | 47  | 5   | 0  | 3  | 3  | 2   |
| 1993/1994  | New Jersey Devils | NHL        | 81   | 10  | 36  | 46  | 42  | 20  | 2  | 2  | 4  | 8   |
| 1994/1995  | New Jersey Devils | NHL        | 48   | 4   | 15  | 19  | 18  | 20  | 4  | 7  | 11 | 10  |
| 1995/1996  | New Jersey Devils | NHL        | 79   | 8   | 25  | 33  | 46  | —   | —  | —  | —  | —   |
| 1996/1997  | New Jersey Devils | NHL        | 81   | 5   | 30  | 35  | 64  | 10  | 2  | 4  | 6  | 6   |
| 1997/1998  | New Jersey Devils | NHL        | 81   | 14  | 43  | 57  | 27  | 6   | 0  | 2  | 2  | 4   |
| 1998/1999  | New Jersey Devils | NHL        | 72   | 11  | 35  | 46  | 26  | 7   | 1  | 3  | 4  | 18  |
| 1999/2000  | New Jersey Devils | NHL        | 71   | 7   | 31  | 38  | 48  | 22  | 5  | 2  | 7  | 10  |
| 2000/2001  | New Jersey Devils | NHL        | 57   | 6   | 29  | 35  | 22  | 21  | 0  | 6  | 6  | 14  |
| 2001/2002  | New Jersey Devils | NHL        | 76   | 11  | 22  | 33  | 30  | 6   | 0  | 2  | 2  | 6   |
| 2002/2003  | New Jersey Devils | NHL        | 81   | 11  | 28  | 39  | 62  | 24  | 2  | 16 | 18 | 16  |
| 2003/2004  | New Jersey Devils | NHL        | 81   | 14  | 40  | 54  | 44  | 5   | 1  | 0  | 1  | 6   |
| 2005/2006  | Anaheim Ducks     | NHL        | 82   | 13  | 50  | 63  | 96  | 16  | 2  | 9  | 11 | 14  |
| 2006/2007  | Anaheim Ducks     | NHL        | 79   | 15  | 54  | 69  | 86  | 21  | 3  | 8  | 11 | 26  |
| 2007/2008  | Anaheim Ducks     | NHL        | 48   | 8   | 17  | 25  | 16  | 6   | 0  | 2  | 2  | 4   |
| 2008/2009  | Anaheim Ducks     | NHL        | 82   | 14  | 45  | 59  | 70  | 13  | 3  | 7  | 10 | 11  |
| 2009/2010  | Anaheim Ducks     | NHL        | 80   | 10  | 38  | 48  | 38  | —   | —  | —  | —  | —   |
| Totaal NHL | Totaal NHL        | Totaal NHL | 1263 | 172 | 568 | 740 | 784 | 202 | 25 | 73 | 98 | 155 |

## Persoonlijke prijzen
- 5 x NHL All Star Team - 1998, 2001, 2004, 2008, 2009
- 4 x Stanley Cup - 1995, 2000, 2003, 2007
- 1 x James Norris Memorial Trophy
- 1 x Conn Smythe Trophy

- International Standard Name Identifier: 0000 0001 1545 1806
- Library of Congress Control Number: no2011020208
- Virtual International Authority File: 168574385
- WorldCat: E39PBJwRP8W64GQgfHt9frqxXd